# Anne Goldmann
Anne Goldmann (* 15. November 1961 in Kärnten; † 11. Oktober 2021 in Wien) war eine österreichische Schriftstellerin. Sie lebte und arbeitete in Wien.

## Leben
Anne Goldmann wurde 1961 in Kärnten geboren und wuchs dort in einer Großfamilie auf. Die Autorin hat als Kellnerin, Küchenhilfe und Zimmermädchen gejobbt, um ihre Ausbildung zur Sozialarbeiterin zu finanzieren. Sie arbeitete unter anderem in einer Justizanstalt und betreute 26 Jahre lang hauptberuflich Straffällige in der Zeit nach der Haft.
Für ihr Romandebüt "Das Leben ist schmutzig" (2011) erhielt sie gute Kritiken. Sowohl ihr zweites Buch "Triangel" (2012) als auch der im April 2014 erschienene Roman "Lichtschacht" wurden für den Leo-Perutz-Preis für Kriminalliteratur nominiert. Beide schafften es zudem auf die KrimiZEIT-Bestenliste. Ende August 2018 erschien ihr vierter Roman "Das größere Verbrechen". Er stand im Dezember 2018 und im Januar 2019 auf der Krimibestenliste von FAZ und Deutschlandfunk und auf der Shortlist für den Leo-Perutz-Preis für Kriminalliteratur 2019.
Mit dem letzten Roman "Alle kleinen Tiere" (Mai 2021) gewann sie den Leo-Perutz-Preis 2021. Zudem stand der Roman im Juli 2021 auf Platz 5, im August 2021 auf Platz 4 der Krimibestenliste.
Anne Goldmann war Mitglied des Schriftstellerinnennetzwerks Herland. Sie starb im Oktober 2021, fünf Wochen vor ihrem 60. Geburtstag.

## Werke

### Kriminalromane
- Das Leben ist schmutzig. Ariadne Argument, Hamburg 2011, ISBN 978-3-86754-185-5
- Triangel. Ariadne Argument, Hamburg 2012, ISBN 978-3-86754-202-9
- Lichtschacht. Ariadne Argument, Hamburg 2014, ISBN 978-3-86754-220-3
- Das größere Verbrechen. Ariadne Argument, Hamburg 2018, ISBN 978-3-86754-234-0
- Alle kleinen Tiere. Ariadne Argument, Hamburg 2021, ISBN 978-3-86754-251-7